# 119e régiment d'infanterie (France)
Pour les articles homonymes, voir 119 (homonymie).
Le 119e régiment d'infanterie (119e RI) est un régiment d'infanterie de l'Armée de terre française créé par le Premier consul à partir de deux régiments provisoires de l'armée d'Espagne en 1808.

## Création et différentes dénominations
- 1808 : création du 119e régiment d'infanterie de ligne (décret du 7 juillet 1808), formé à partir des 13e et 14e régiments provisoires d'infanterie, pour servir en Espagne.

- 1814 : dissolution.

- 1870 : reformé le 1er novembre 1870 en tant que régiment d'infanterie de ligne
- 1914-1918 : participe à la Première guerre mondiale en tant que 119e régiment d'infanterie
- 1924 : à nouveau dissous le 1er janvier 1924[1].
- 1939 : reformé le 1er septembre 1939 par le centre mobilisateur d'infanterie no 33 de Cherbourg.
- 1940 : le régiment n'est pas reconstitué après l'armistice.

## Chefs de corps
- 1808 : colonel Jean Baptiste Crétin
- 1813 : colonel Jean-Baptiste Maguin
- 1885-1891 : colonel René de La Chevardière de La Grandville

- 1901 : colonel Charles Lanrezac
- 1913 : colonel Émilien Victor Cordonnier

### Première Guerre mondiale
- 2 août 1914-octobre 1914 : colonel Boulangé
- 3 octobre au 20 novembre 1914 : lieutenant-colonel Alphonse Pineau
- 20-22 novembre 1914 : lieutenant-colonel Henri Bourdeau
- 22-26 novembre 1914 : intérim par le Commandant major J.C.J. Henry
- 26 novembre 1914 - 5 mai 1916 : lieutenant-colonel Édouard Husband
- 5-10 mai 1916 : intérim par le Commandant major J.C.J. Henry
- 10 mai 1916 - 6 juillet 1916 : colonel de Montluisant
- 6 juillet 1916 - 15 mai 1917 : colonel Henri-Jean Waymel
- 17 mai 1917 : lieutenant-colonel Emmanuel Malvy

### Entre-deux-guerres
- 11 mars 1920 : colonel Roger de Barbeyrac de Saint-Maurice

### Seconde guerre mondiale
- 1939-1940 : lieutenant-Colonel Louis Alcide Perdijon.

## Guerres de l'Empire
1808 :
- Medina-del-Rio-Seco,
- Burgos
- Saragosse

1809 :
- Santander

1810 :
- Pont de Colloto,
- Pont de Santos,
- Cangas-d'Onisastaris,
- Pena-Cava,
- Avila

1811 :
- Quintanilla-de-Valle,
- Orbigo
- Astorga

1812 :
- Arapiles

1813 :
- Bilbao,
- Bataille de Vitoria
- Bataille de la Bidassoa

1814 :
- Guerre d'indépendance espagnole
  - 27 février : bataille d'Orthez
  - Bataille de Toulouse

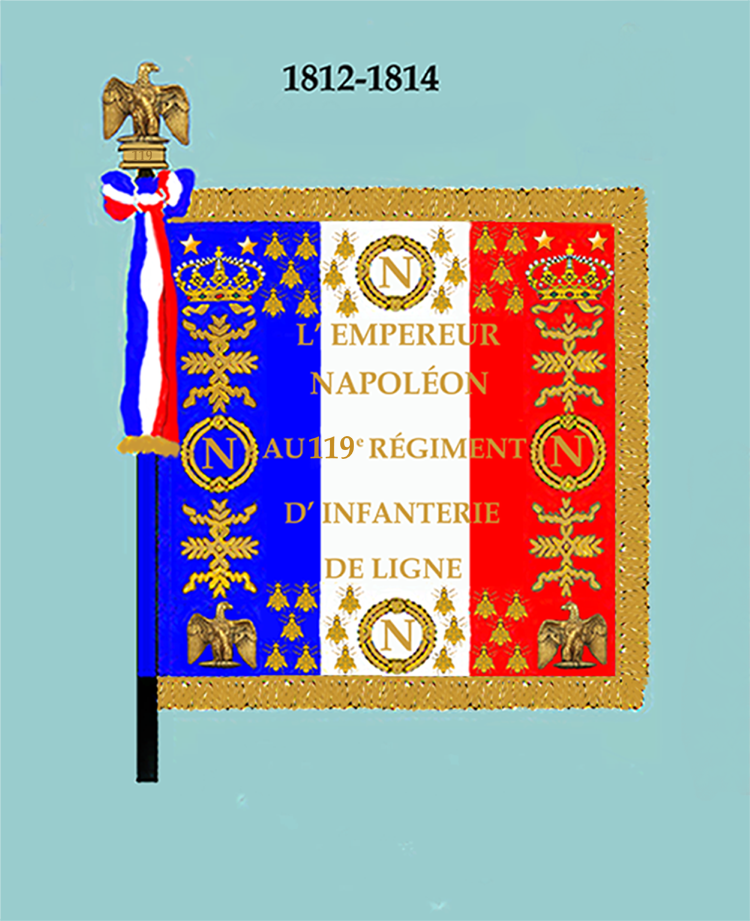
Drapeau modèle de 1812 (avers)
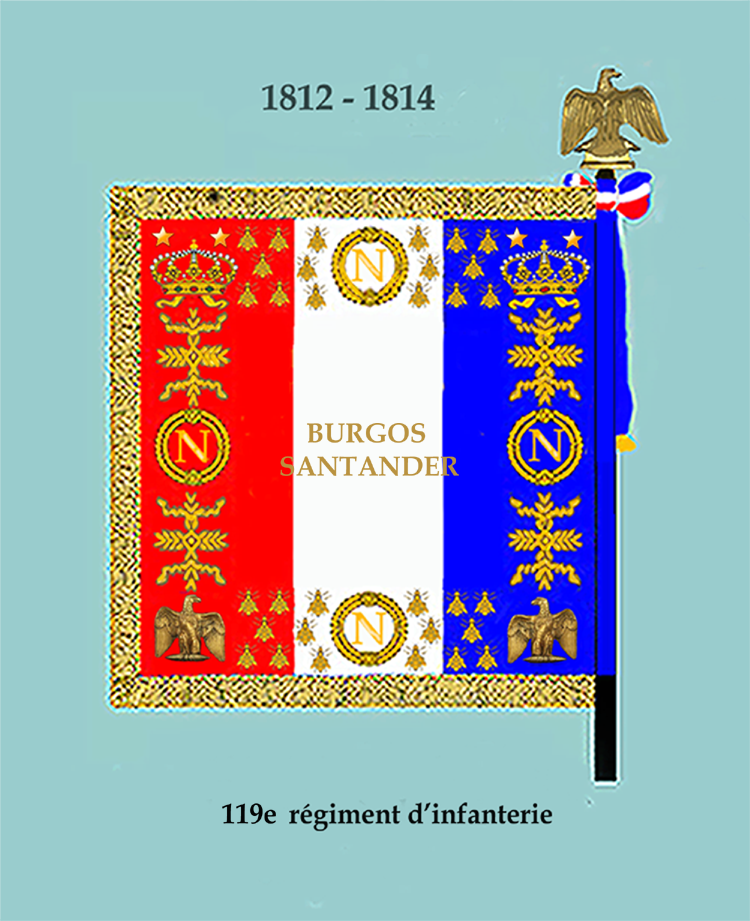
Drapeau modèle de 1812 (revers)

## Second Empire
- 1870-1871 : Siège de Paris

## De 1871 à 1914
Durant la Commune de Paris en 1871, le régiment participe avec l'armée versaillaise à la semaine sanglante.

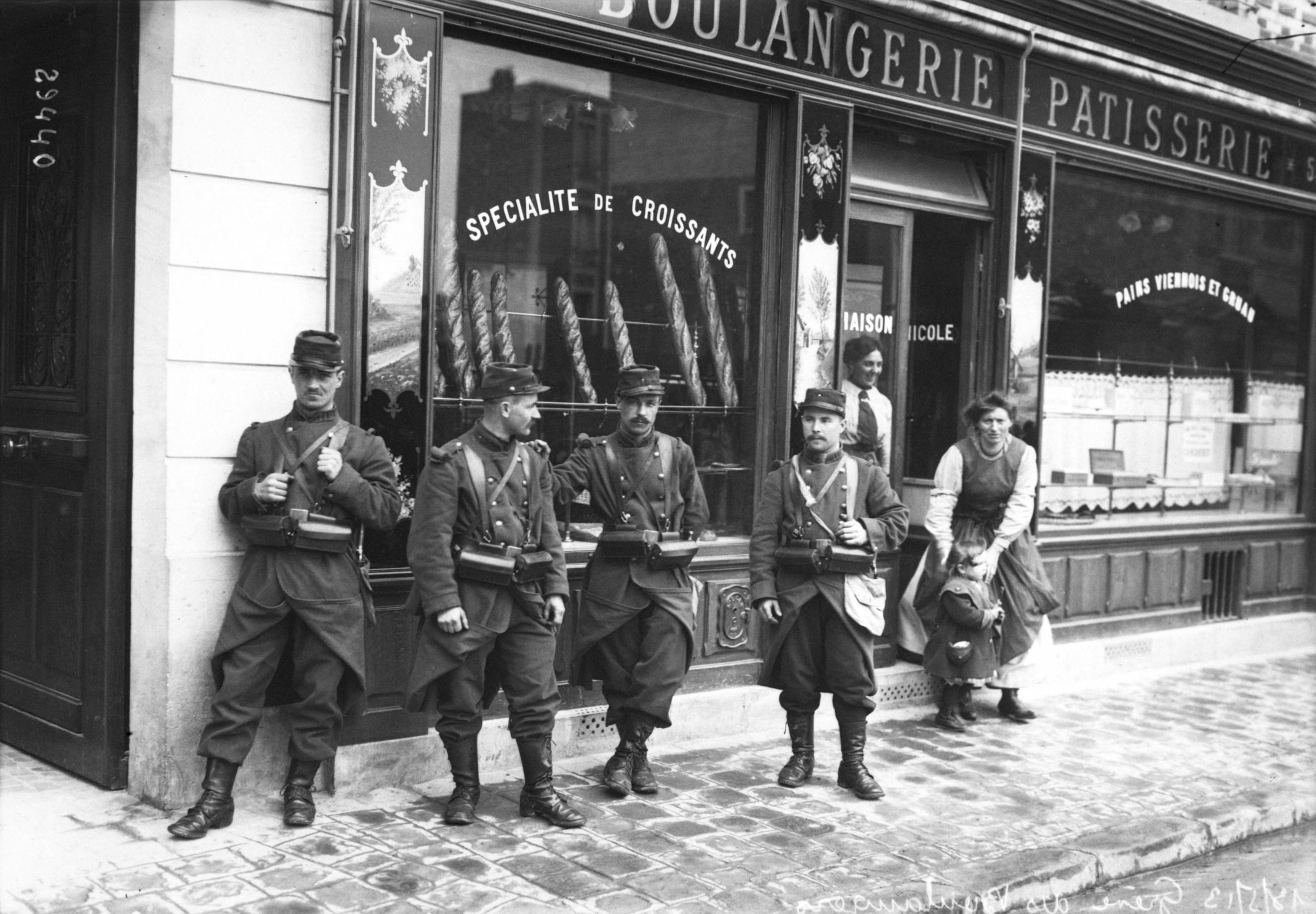
Soldats du déployés pendant la grève des boulangers de 1913.

Du 1er avril 1893 au 31 décembre 1923, le 119e régiment d'infanterie est en garnison à la caserne Charras de Courbevoie.

## Première Guerre mondiale
En 1914 : casernement  caserne Charras de Courbevoie et Quartier Delaunay à Lisieux (1 compagnei) appartenant toute la durée du conflit à la 6e Division d'Infanterie, rattachée à la 12e Brigade d'Infanterie, 3e Corps d'Armée, 5e Armée.

### Historique
1914
- 1er-21août : Concentration, Marche sur la Belgique
- 22 août-23 août  Bataille de Charleroi.
- 24 août : La retraite, Bataille de Guise (29-30 août)
- 5 au 13 septembre : Bataille de la Marne
- 15 septembre - 1er novembre : Hermonville (Marne), ferme du Luxembourg, canal de l'Aisne
- 5 novembre - 31 décembre : Coroy-Les Hermonville (Marne), le Godat, canal de l'Aisne

1915
- 1er janvier -24 avril 1916 : Coroy-Les Hermonville (Marne), le Godat, canal de l'Aisne
- 19-27 juin Front d'Artois, Aix-Noulette (Pas-de-Calais)
- 27 juin - 20 octobre Front d'Artois, Neuvile-Saint-Vaast (Pas-de-Calais), Vimy, bois de la folie.
- 21 octobre - 31 décembre : Front de la Somme, secteur de Frise (Somme)

1916
- 1er janvier-29 février : Front de la Somme, secteur de Frise.

- 3 avril - 31 décembre :Bataille de Verdun. Reprise des Forts de Douaumont et Vaux: secteurs de- Thiaumont-Bois de la Caillette, Le Chevaliers Tavannes et Bezonvaux (Meuse)

1917
- 1er-11 janvier : Bataille de Verdun, Bezonvaux.
- Février-mai : Repos et entraînement Bar-le-Duc et Gondrecourt-le-Château (Meuse) La Ferté-sous-Jouarre (Seine-et-Marne)
- 2 juin - 31 août : Le Chemin des Dames, Pargny-Fillain, Ailles (Aisne)
- 1er septembre - 31 décembre : Devant Saint-Quentin (Aisne).

1918
- 1er-11 janvier : Devant Saint-Quentin (Aisne).
- 12 janvier-6 mars : Entraînement au Camp de Sainte-Tanche à  (Camp de Mailly), Aube
- 7 mars - 17 juin : Front de Champagne, sous-secteur Hamont au nord de Somme-Suippe (Marne)
- 23 juin - 8 septembre : L'Oise, l'Arone et le Matz, offensive de Lassigny (10-22 août).
- 15 septembre - 27 octobre : Offensives sur la Vesle et sur Sissonne (Aisne)

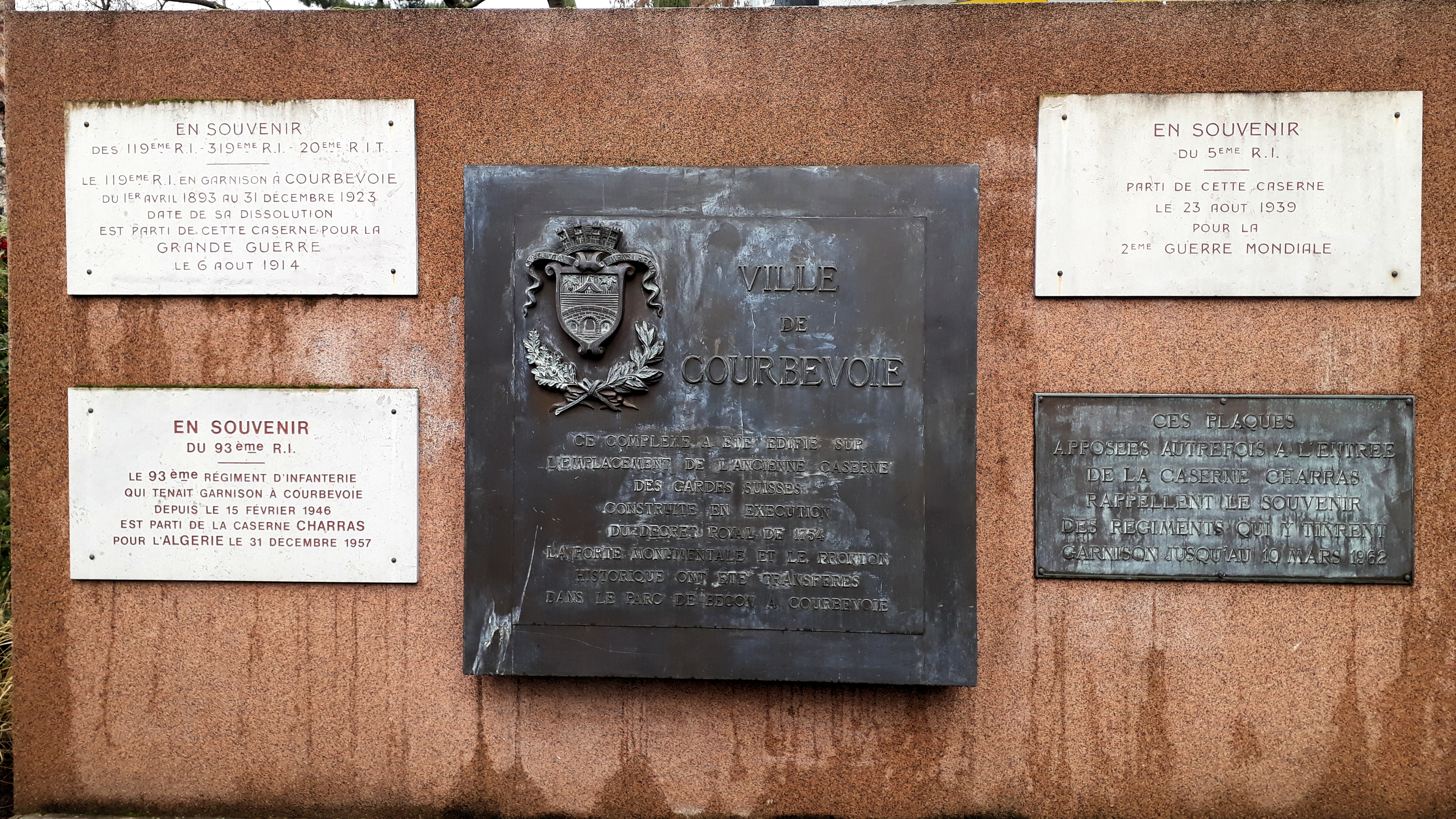
28 octobre - 11 novembre : Mis en réserve de division  - Plaque commémorative devant le centre commercial Charras à Courbevoie (en 2018).

## Entre-deux-guerres
Le 119e RI, dépôt à Courbevoie, caserne Charras est dissous le 1er janvier 1924.

## Seconde Guerre mondiale
Reformé en septembre 1939 comme régiment de réserve A type Nord-Est par le Centre mobilisateur d'infanterie n°33 Cherbourg-Saint-Lô-Granville. Placé sous le commandement du lieutenant-Colonel Louis Alcide Perdijon (Cheny 1885-Auxerre 1966). Appartient avec les 36e RI, 74e RI, 13e GRDI, 43e RAD et 243e RALD, à la 6e division d'infanterie, rattachée à la 3e Armée.

### Historique

#### Drôle de guerre

##### 1939
- Mi-septembre-fin octobre[3] : exercices et manœuvres divisionnaires camp de Sissonne (Aisne)

- Fin octobre - fin décembre : frontière du Nord à Hirson (Aisne)

##### 1940
- Janvier-mi-mars Lorraine, région de Boulay (Moselle)
- Fin mars-mi-juin  période de repos et d'entraînement dans la Woëvre au sud-est de Verdun

##### Bataille de France
- 17-22 mai 1940 : engagé secteur de Stenay (Meuse)
- 23 mai au 10 juin 1940 : engagé secteur de Sommauthe (Ardennes)
- 10 au 20 juin : retraite jusqu'au sud de Toul (Meurthe-et-Moselle)
- Il est capturé les 21-22 juin 1940

Le 119e RI n'est pas reformé après l'armistice

## Témoins du 119e RI durant la Seconde Guerre mondiale
BUISSON Gilles, Docteur -Historique du 119e R. I. Guerre 1939-1940 : Pages de gloire et d'épreuves.

## Drapeau
Il porte, cousues en lettres d'or dans ses plis, les inscriptions suivantes :
- Burgos 1808
- Santander 1809
- Arapiles 1812
- Guise 1914
- Artois 1915
- Verdun 1916
- Picardie 1918

## Décorations
Sa cravate est décorée de la Croix de guerre 1914-1918  avec deux citations à l'ordre de l'armée puis une à l'ordre du corps d'armée.
Il a le droit au port de la fourragère aux couleurs du ruban de la croix de guerre 1914-1918.

## Personnalités ayant servi au 119e RI

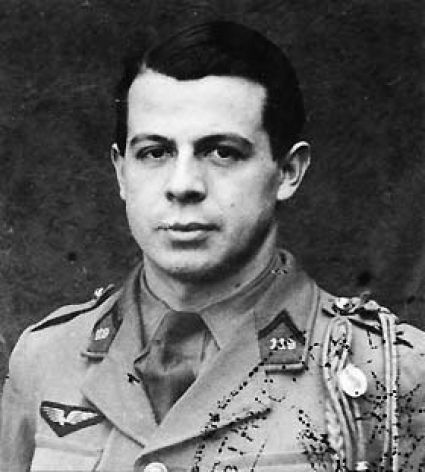
Le lieutenant Scamaroni, toujours en uniforme du RI après avoir rejoint l'Armée de l'air.

- Albert Besson, aspirant à la 2e compagnie, cité à l'ordre de l'Armée (1916)
- Charles Humbert, 1895
- Godefroy Scamaroni, mobilisé en 1939

## Sources et bibliographie
- Anonyme, 119e régiment d'infanterie. Cinquante et un mois de guerre d'après l'Historique du corps. Paris, Henri Charles-Lavauzelle, 1920. (45 p.)
- Gilles Buisson, Historique du 119e RI : guerre 1939-1940, Pages de gloire et d'épreuves, Mortain, L'imprimerie du Mortanais,1951 (139 p.)
- À partir du livre Drapeaux et étendards de régiments normands et bretons de X.Pringuet, préface du général de C.A du Vigier à l'occasion des journées Interarmes de Coutances (22 et 23 mars 1952). Imprimerie Notre Dame de Coutances. Édition du Comité de Liaison Interfédérale des Amicales Régimentaires. Paris 8e
- À partir du Recueil d'Historiques de l'infanterie française (Général Andolenko - Eurimprim 1969).
- Archives du Grand Quartier général des armées du Nord et du Nord-Est état-major ordre no 6735 "D"(avril 1918)